# François Gernelle
Pour les articles homonymes, voir Gernelle (homonymie).
François Gernelle (né le 20 décembre 1944) est un ingénieur informaticien français, célèbre pour avoir inventé le premier micro-ordinateur à microprocesseur, le Micral N.

## Formation
François Gernelle est un ingénieur issu du Conservatoire national des arts et métiers.
Il passe ensuite un doctorat en informatique à l'université Joseph-Fourier - Grenoble 1 en 1978.

## Une vie marquée par le premier micro-ordinateur
Il intègre la société Intertechnique, société spécialisée dans l'électronique de mesures, notamment dans le domaine médical et nucléaire, en 1968. C'est en son sein qu'il découvre l'existence du microprocesseur Intel 8008 dont il imagine tout le potentiel.
Sa hiérarchie restant sourde à ses idées, il démissionne en 1972 pour rejoindre la société R2E (Réalisations études électroniques) créée et dirigée par Paul Magneron et André Truong Trong Thi. Il y conçoit un micro-ordinateur pour répondre à une demande de l'INRA.
Dès avril 1973, il accompagne la commercialisation du Micral N puis, avec le développement de la société, il participe à la mise au point d'une vingtaine de machines multi-utilisateurs, dont certaines étaient multiprocesseurs.
Un litige l'opposera à André Truong Trong Thi quant à la paternité de l'invention de cet ordinateur : la justice tranchera en sa faveur, en 1998. Il est dès lors reconnu comme le « père » du micro-ordinateur. La conception du Micral n'en demeure pas moins fondamentalement collective, entre travail d'ingénierie pure et investissement,.
En 1981, avec le rachat de R2E par Bull, il intègre Bull Micral, qui lui demande de concevoir des compatibles PC. Mais il émet des réserves sur la machine d'IBM basée sur le microprocesseur Intel 8088, 8 bits mono-tâche & mono-utilisateur et sur son système PC-DOS signé Microsoft. Il qualifie ce type de machine d'ordinateur égoïste car mono-utilisateur. Il ne peut se résoudre à développer des compatibles PC, alors que l'Intel 8086, 16 bits, capable des multi-tâches & multi-utilisateurs, existe déjà.
Le Micral est célébré dans plusieurs musées de l’informatique, dont le Computer History Museum de Mountain View, dans la Silicon Valley. Un jury du Computer Museum de Boston lui a attribué le titre de « premier ordinateur personnel à microprocesseur disponible sur le marché », auquel participait Steve Wozniak, cofondateur d’Apple. Le Micral n'était pas le premier ordinateur compact ni le premier ordinateur équipé d'un microprocesseur ou le moins cher, mais il cumulait innovations techniques et rapport qualité-prix, ce qui lui vaut cette reconnaissance.

## Forum International
En 1983, à 38 ans, il quitte Bull Micral pour fonder une nouvelle société informatique, Forum International, qui développera des micro-ordinateurs professionnels fonctionnant sous Prologue.

## Hommage
Une rue à son nom existe à Pertuis, dans le Vaucluse.